# Matthäus Knote

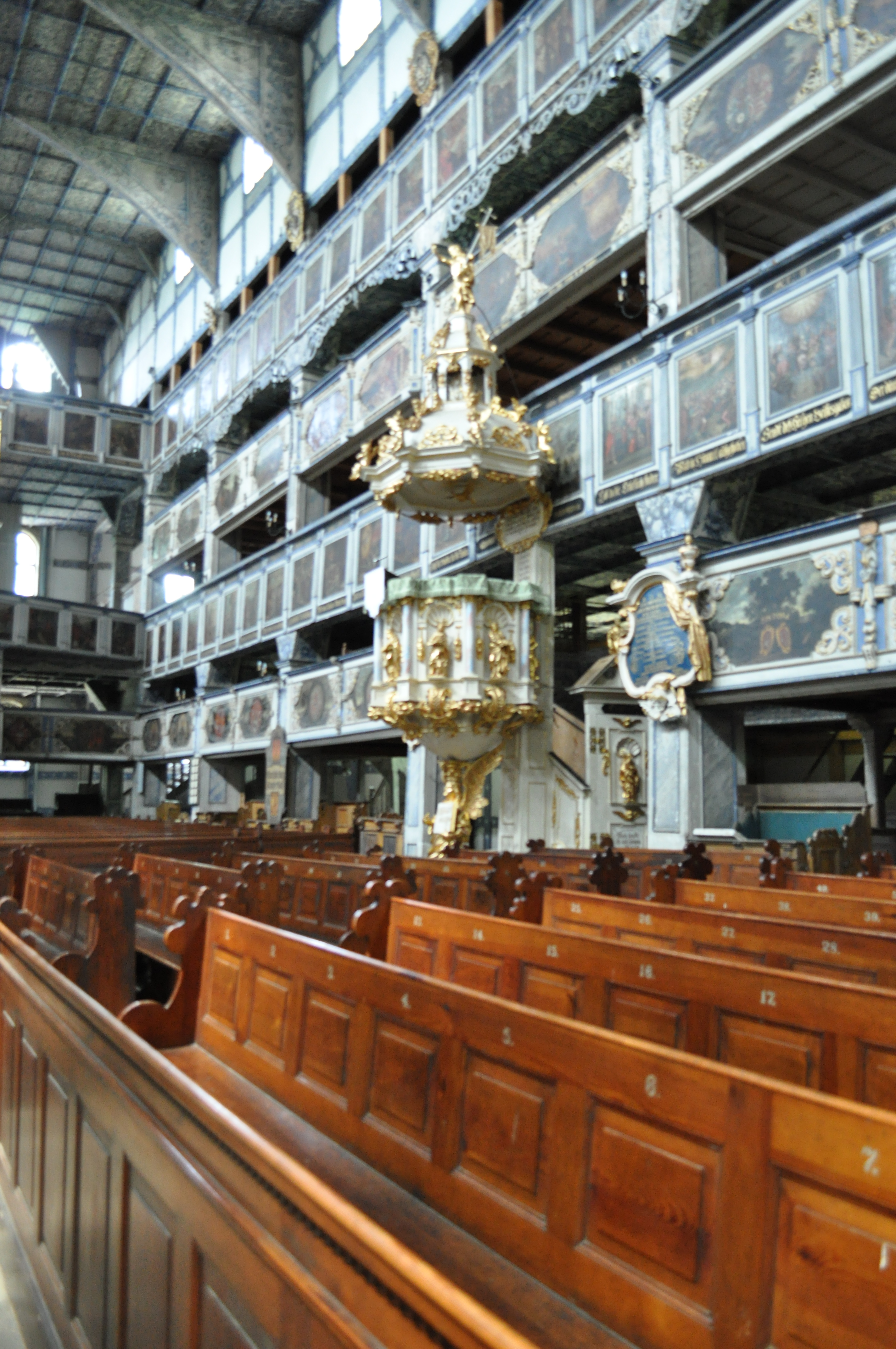
Wnętrze kościele pokoju w Jaworze z widoczną amboną

Matthäus Knote (ur. 1636, zm. w maju 1673) – rzeźbiarz śląski.
Matthäus Knote prawdopodobnie około 1660  kształcił się w praskim warsztacie Hansa Georga Bendla. Potem zamieszkał w Legnicy, gdzie w 1668 ożenił się z Marią Kranewilters i zapewne wówczas rozpoczął samodzielną działalność. Najpóźniej jesienią 1669 podjął współpracę z opactwem cysterskim w Lubiążu. Co najmniej od kwietnia 1670 do śmierci zamieszkiwał w legnickiej kurii opatów lubiąskich. Pełnił funkcje serwitora i kolektora klasztoru. Był jednym z nielicznych wówczas katolickich rzeźbiarzy w Legnicy, nie należał do cechu i nie miał praw miejskich. Od 18 lipca 1671 jako jego żona jest wzmiankowana jako jego żona Anna Rosina, która po śmierci Matthäusa Knotego poślubiła rzeźbiarza Matthiasa Steinla, który przejął pracownię i przeniósł ją do Lubiąża.

## Dzieła
- ambona w kościele pokoju w Jaworze 1670-1671
- kolumna maryjna w Lubiążu
- rzeźby Salwatora zdobiące ambony w kościołach parafialnych w Chojnowie Mieroszowie i Łososiowicach
- ambona w kościele farnym w Chojnowie 1671
- rzeźba św. Pawła z ołtarza głównego kościoła w Pomocnem (praca warsztatowa)

## Literatura
- Kolbiarz A., Praskie inspiracje we wczesnym etapie działalności barokowego „warsztatu lubiąskiego”, [w:] Śląsk i Czechy. Wspólne drogi sztuki, Wrocław 2007, s. 227-237.